# اتفاقية تقديم المساعدة في حالة وقوع حادث نووي أو طوارئ إشعاعية
اتفاقية تقديم المساعدة في حالة وقوع حادث نووي أو طوارئ إشعاعية (بالإنجليزية: The Convention on Assistance in the Case of a Nuclear Accident or Radiological Emergency) هي معاهدة أبرمتها الوكالة الدولية للطاقة الذرية عام 1986؛ حيث وافقت الدول على إخطار الوكالة بأي مساعدة تستطيع تقديمها عند وقوع حوادث نووية إشعاعية في دولة أخرى صادقت على المعاهدة.
إلى جانب اتفاقية التبليغ المبكر عن وقوع حادث نووي، اعتُمدت هذه الاتفاقية كاستجابة مباشرة لكارثة تشيرنوبل في أبريل 1986.
في 26 سبتمبر 1986، أُبرمت الاتفاقية ووُقِّعت في جلسة خاصة للمؤتمر العام للوكالة الدولية للطاقة الذرية. عُقدت الجلسة الخاصة بسبب كارثة تشيرنوبل، التي حدثت قبل خمسة أشهر.
جدير بالذكر أن الاتحاد السوفيتي وجمهورية وجمهورية أوكرانيا الاشتراكية السوفيتية- الدولتين المسؤولتين عن كارثة تشيرنوبل - وقّعتا وصدقتا على الاتفاقية بسرعة.
تم التوقيع علي الاتفاقية من قبل 68 دولة، ودخلت حيز التنفيذ في 26 فبراير 1987.

## روابط خارجية
- اتفاقية تقديم المساعدة عند وقوع حادث نووي أو طوارئ إشعاعية
- التوقيعات والتصديقات.
- نص الاتفاقية